# Петербургский социальный коммерческий банк
АО Банк "ПСКБ" —  российский частный региональный банк, созданный в 1993 году, входит в число крупнейших банков Северо-Западного федерального округа.
Полное наименование — Акционерное общество «Петербургский социальный коммерческий банк».
По состоянию на декабрь 2020 года «ПСКБ» занимал 9-е место по объёму активов и 8-е — по собственному капиталу среди российских банков в СЗФО.  
В 2020 году банк находился на 70 месте в рейтинге Forbes «100 надежных российских банков-2020».

## История
АО Банк «ПСКБ» основан в 1993 году. Банк предоставляет услуги частным лицам и корпоративным клиентам.

## Рейтинговые оценки
Рейтинговое агентство «Эксперт РА» в 2017 году присвоило АО «Банк ПСКБ» рейтинговую оценку ruBBB со стабильным прогнозом. В 2018 году рейтинг был понижен до ruBB+ и подтверждался на этом уровне до 2022 года. В 2023 году был повышен до ruBBB-, однако в 2024 году вновь понижен до ruBB+ и подтверждён на этом уровне в 2025.

## Санкции
20 июля 2023 года, на фоне вторжения России на Украину, банк попал под блокирующие санкции США.